# مدونة مرئية

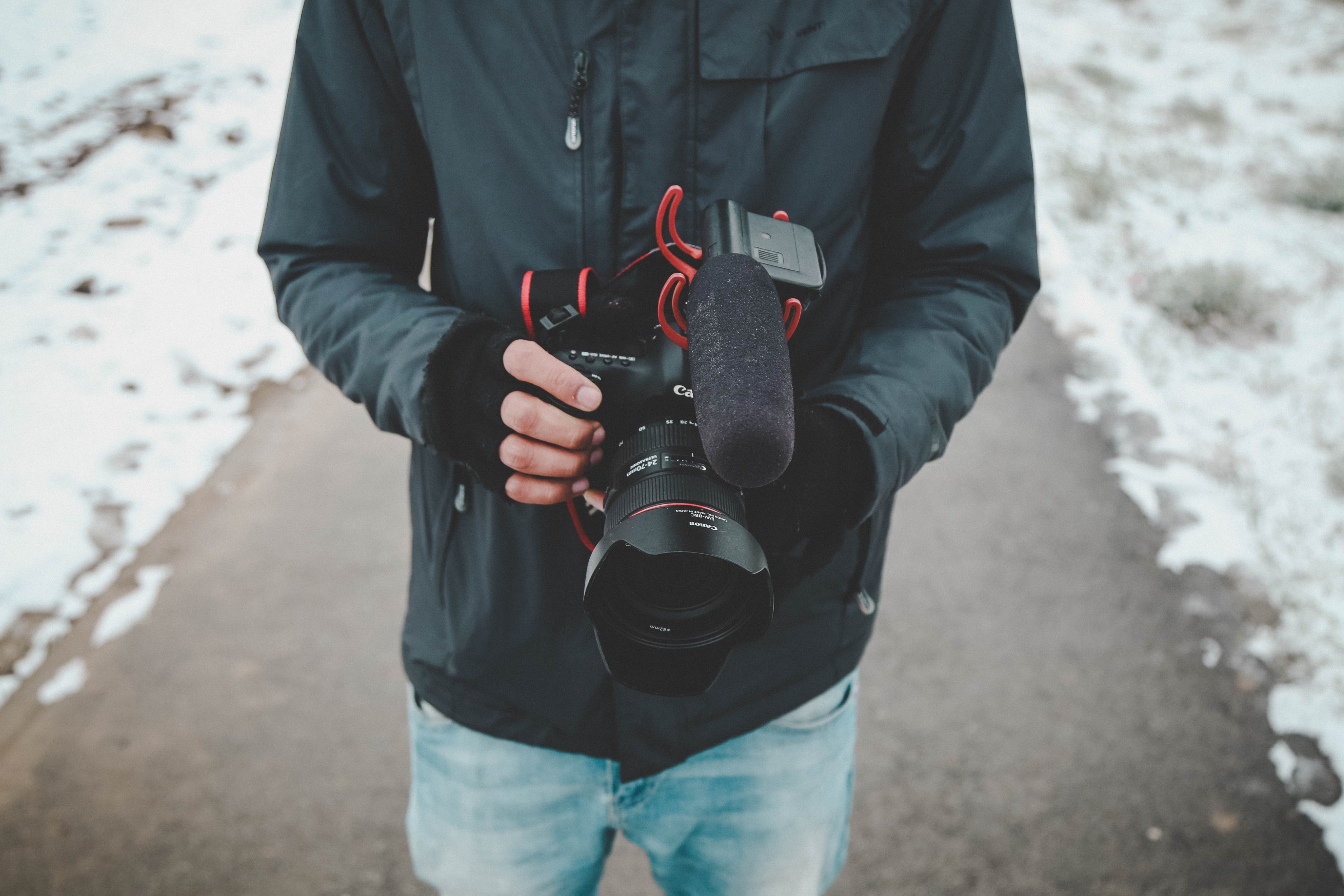
تشهد صناعة مُدَوِنة الفيديو رواجًا هائلاً في الوقت الحاضر، حيث باتت منتشرةً بشكل واسع بين مختلف فئات المجتمع.

المدونة المرئية أو مُدَوِنة الفيديو أو (بالإنجليزية: video blog)‏ اختصاراً vlog، هي مدونة للمرئيات (مقاطع الفيديو). ويجري فيها عملية إنتاج محتوى فيديو ونشره بتكرار على موقع ويب أو قناة مملوكة على منصة مشاركة. عادة ما ترتب المدونات المرئية ترتيبا زمنيا معكوسا (من الأحدث للأقدم )، وتجمع فيديو مدمج أو وصلة لملف فيديو مع نص، صور ووسائط أخرى، ومن أهم المواقع التي تتخذ وسيلةً للتدوين المرئي هو موقع يوتيوب.